# Thanksgiving

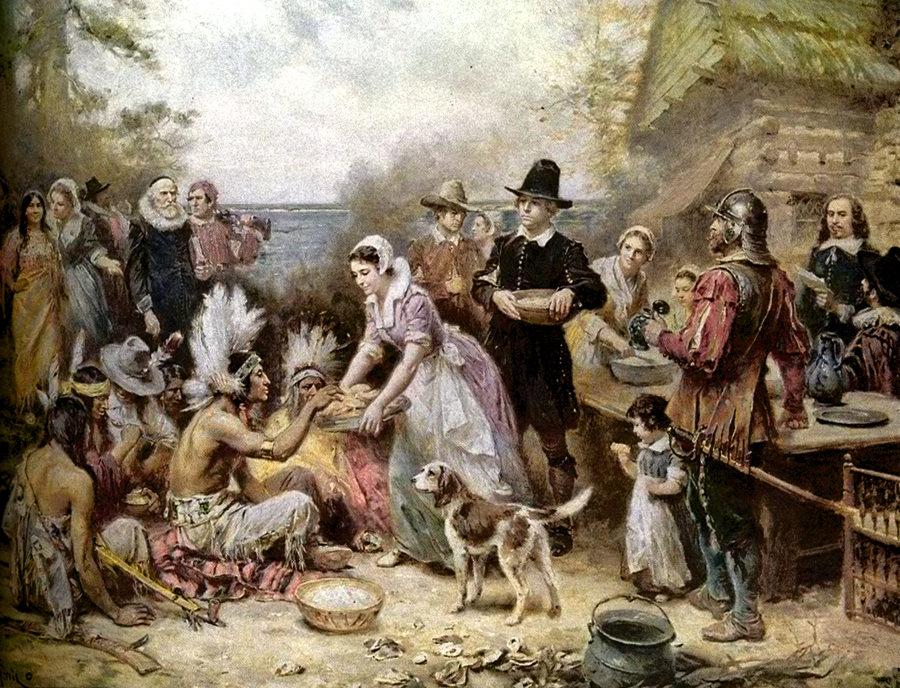
Målning över det första Thanksgivingsfirandet.

Thanksgiving (engelska för tacksägelse) är en högtid med religiösa förtecken och historisk koppling till höstens skördefester. I många kulturer har sådant firande blivit utlyst vid olika tillfällen, men det mest kända i dag är det nordamerikanska firandet.

## USA och Kanada
I USA firas högtiden numera den fjärde torsdagen i november (27 november 2025) och i Kanada den andra måndagen i oktober (13 oktober 2025), den dag som i USA uppmärksammas som Columbusdagen. Thanksgiving är i Nordamerika en mycket viktig familjehögtid; den är i USA en fyradagarshelg och i Kanada en tredagarshelg.[källa behövs]
Både i Kanada och i USA är det mesta stängt denna dag, förutom ett fåtal restauranger som serverar Thanksgivingsmiddag.
Eftersom Thanksgiving är en så stor fest i USA, är den en vanlig referens i amerikanska böcker, filmer och TV-serier samt annan populärkultur. I Sverige finns i stället Tacksägelsedagen, som infaller den andra söndagen i oktober.
Dagen efter Thanksgiving i USA kallas för "Thanksgiving Friday", eller "Black Friday", en av USA:s största shopping- och readagar.

## Historik

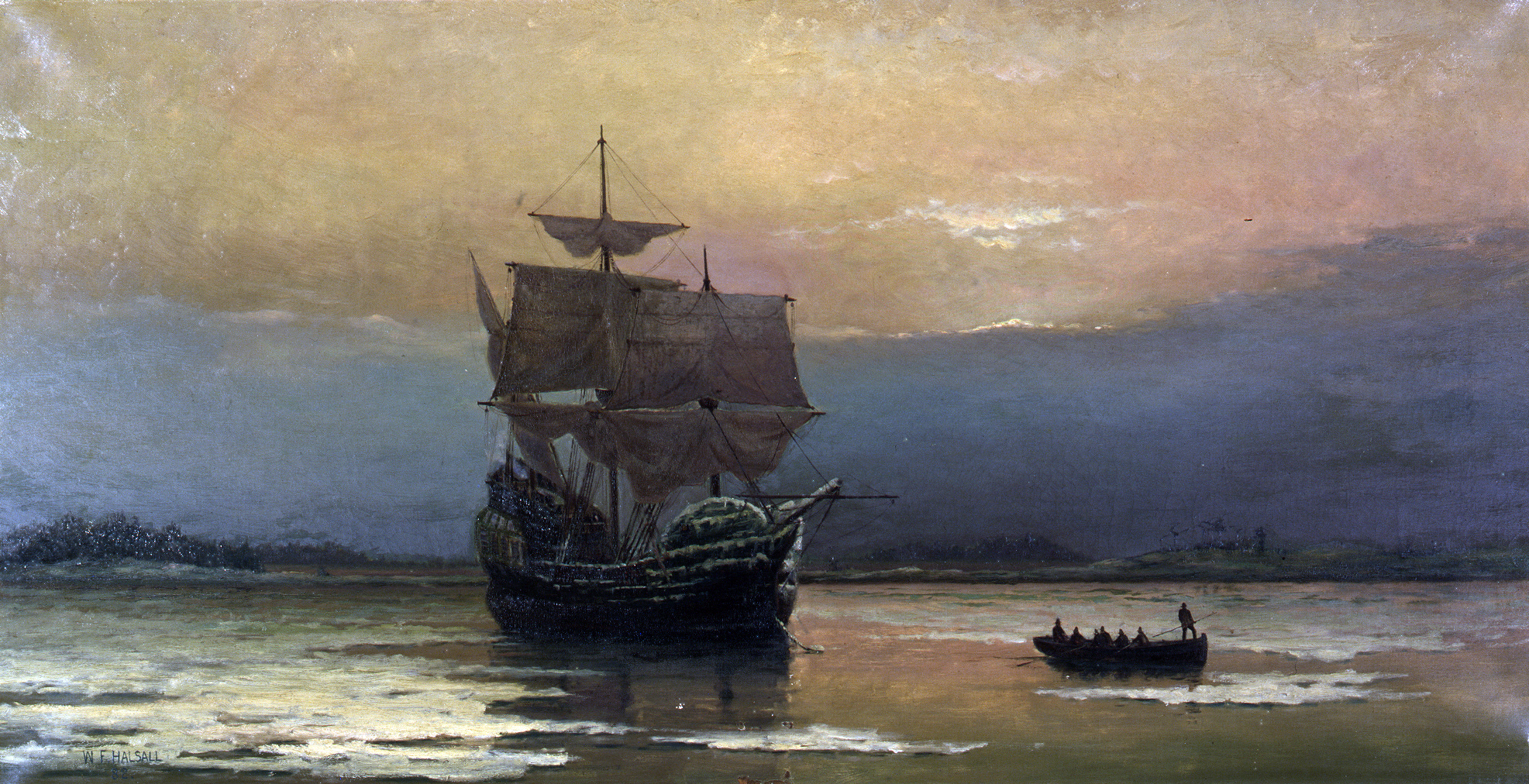
Mayflower i Plymouths hamn, målning av William Halsall från år 1882.

Traditionen säger att en grupp puritanska pilgrimer utvandrade till Nederländerna efter förföljelser i England. Inte heller i Nederländerna fann sig pilgrimerna tillrätta, utan man lyckades chartra ett skepp att segla med från Plymouth i England. Skeppet, som hette Mayflower, anlände i november 1620 till det som sedan juli 1776 är USA.
De puritanska pilgrimerna var dock inte beredda på att det skulle vara kallt i New England, och hade inte ens med sig tillräckligt med mat och redskap för att överleva vintern. Detta ledde i sin tur till att de började stjäla mat från gravar, men trots detta så dog hälften av dem.
Därefter började pilgrimerna med sitt nybygge i vad som tidigare hade varit en by som kallades för Pawtuxet, innan en epidemi dödat många av invånarna där som en följd av att engelsmän år 1616 ingått i byteshandel med ursprungsbefolkningen, där varorna fört med sig smittosamma sjukdomar. Massasoit, ledaren för Wampanoag-konfederationen, ägde marken i Pawtuxet och var därför misstänksam gentemot de puritanska pilgrimerna, då han ansåg att de var fiender. För att Massasoit skulle lita på pilgrimerna omhändertogs den tredje guvernören Edward Winslow, som tillhörde de puritanska pilgrimerna, och hans uppdrag var att få ledaren att skapa tillit hos dem. Samtidigt beordrade Massasoit en man vid namn Tisquantum från folket att hjälpa pilgrimerna med skörden och delade med sig av sin kunskap om överlevnad.
När Massasoit började lita på pilgrimerna valde deras guvernör John Carver och Massasoit att skriva ett fredsavtal, och efter det att pilgrimerna fått bra skörd efter all hjälp de hade fått så började de fira tre dagar i sträck med mycket mat. Året var 1621 och ceremonin kallades för den första Thanksgiving, och maten bestod bland annat av vilda ankor och gäss. Med tiden så infördes även andra rätter som kalkon och paj gjord på pumpa, och det är just den ceremonin som uppmärksammas när högtiden firas i modern tid. Å andra sidan stod inte Thanksgiving för detta enligt pilgrimerna, utan för dem var det en högtid som stod för bönfasta.
Dock tog det inte slut där. Efter ett tag dök en båt upp som bestod av 60 engelsmän som hade som plan att bygga en koloni i Wessaguesett, nära Wampanoag-territoriet. Engelsmännen attackerade invånarna i byn. Flera puritaner började emigrera till andra byar och när Massasoit dog var inte puritanerna längre rädda för att attackera hans folk, även om det fanns ett fredsavtal. Puritanerna ansåg inte att det skulle finnas två olika kulturer och började därför tvinga ursprungsbefolkningen att tillhöra puritanernas kultur och konvertera till kristendomen, och om de inte gjorde det så skulle de bli avrättade, vilket många invånare blev.
Thanksgiving har firats i USA sedan 1863, och de religiösa inslagen har med tiden minskat.
Under 2000-talet har flera rapporter kommit om att det amerikanska Thanksgivingfirandet i november månad, med kalkonätande, börjat vinna mark även i Sverige, främst, men inte bara, bland amerikaner bosatta i Sverige.